# 美國政府手冊
美国政府手册（United States Government Manual，简称USGM），也译作美国政府机构手册，是美国联邦政府的官方手册，每年由联邦纪事办公室（Office of the Federal Register）出版，由美国政府出版局印刷和发行。该手册的第一版于1935年发行，提供有关立法机关、司法机关和行政机关的综合性信息，此外，还包括準官方机构（quasi-official agencies）、美国参与的国际组织以及董事会、委员会和理事会的信息。
《美国政府手册》是《联邦公报》的一个特别版本，在联邦公报行政委员会的授权下发行。 